# 第89师团
第89师团（Dai-hachijūkyū Shidan）是日本帝国陆军的一个步兵师团。它的代号是摧兵团（Sai Heidan） 。该师团于1945年2月28日在札幌由第43和第69独立混合旅加上第77师团的师部拼凑而成。这是一个超大型的后备保卫师团。

## 行动
1945年3月27日，第89师团被分配到第5方面军。第3混编旅和司令部驻扎在伊图鲁普岛，第4混编旅部分驻守色丹岛。此外，第4混合旅的一个营部署在国后岛。第89师团依靠南千岛堡垒进行防御。苏联于1945年8月18日开始入侵千岛群岛后，色丹于1945年9月1日被入侵，而伊图鲁普驻军于1945年9月4日在没有遭遇战斗的情况下投降，因为战争于1945年9月2日停止。
1948年，苏联遣返了第89师团的大部分战俘。

## 延伸閲讀
- Madej，W. 维克多。日本武装部队战斗勋章，1937-1945 [2 卷] 宾夕法尼亚州阿伦敦：1981